# Референтна локалност
В компютърните науки референтна локалност е термин за феномена, при който процесорът получава достъп до едни и същи стойности или свързани места в паметта. Има два основни типа референтни локалности – времеви и пространствени. Времевата локалност е свързана с използването на определени данни и/или ресурси за относително малка продължителност. Пространствената локалност се отнася за употребата на данни в относително близки локации на паметта. Последователната локалност, специален случай при пространствената локалност, се появява, когато елементи от данни са наредени и четени последователно като преминаването през елементите в едноизмерен масив.
Локалността е само един вид от предсказуемите поведения, които се срещат в компютърните системи. Системите, които проявяват силна референтна локалност, са добри кандидати за оптимизация на производителността им с използването на техники като кешпамет технологията с предварително извличане на инструкции.